# Steve Fidyk
Steve Fidyk (* 28. März 1968) ist ein US-amerikanischer Jazzmusiker (Schlagzeug) des Modern Jazz und Hochschullehrer, der sich auch als Autor und Kolumnist betätigt.

## Leben und Wirken
Fidyk bekam im Alter von vier Jahren sein erstes Schlagzeugset; sein Vater spielte Saxophon im Nordosten Pennsylvanias. Früh spielte er als Schlagzeuger in der Band seines Vaters. Er studierte an der Musikpädagogik an der Wilkes University; nach Erwerb des Bachelors setzte er sein Studium als Jazzinterpret an der University of Maryland (College Park) fort, an der er den Master erwarb. Unterricht hatte er außerdem seit 1987 bei Joe Morello. Er sammelte erste Erfahrungen als professioneller Musiker in der Bigband von Bob Wilber, später unter Tom Heinze. 25 Jahre lang fungierte er als Schlagzeuger in der U.S. Army Blues.
Erste Plattenaufnahmen entstanden 1996 mit dem Saxophonisten Mike Tomaro (Forgotten Dreams). In den folgenden Jahren arbeitete Fidyk in Virginia und Pennsylvania außerdem mit Chris Vadala, Harry Watters, Matt Niess, dem Alan Baylock Jazz Orchestra, Ryan Haines Big Band, Graham Breedlove Sextet, The Capitol Bones Big Band; ferner war er Co-Leader der Mark Taylor/Steve Fidyk Big Band. Um 2013 nahm Fidyk unter eigenem Namen das Album Heads Up! (Posi-Tone) auf, an dem Terell Stafford, Tim Warfield, Shawn Purcell (Gitarre) und Regan Brough (Bass) mitwirkten. Im Bereich des Jazz war er zwischen 1996 und 2016 an 22 Aufnahmesessions beteiligt, in den 2010er-Jahren mit Brian Charette und Doug Webb. 2019 gehört er der Band von Walt Weiskopf an.
Fidyk unterrichtet im Jazzstudiengang der Temple University in Philadelphia; daneben auch am Jazz at Lincoln Center im Ellington Program. Er schrieb ferner Lehrbücher für Schlagzeug und veröffentlichte Lehr-DVDs bei Mel Bay und Alfred Publications.

## Diskographische Hinweise
- Steve Fidyk & John DeSalme: Big Kids (1998)
- The Taylor/Fidyk Big Band: A Perfect Match (2002)
- Mark Taylor/Steve Fidyk Big Band: Live at Blues Alley (OA2 REcords, 2006)
- Will Bernard / Brian Charette / Steve Fidyk: Once & Future (2015)
- Allied Forces (Posi-Tone, 2016), mit Joseph Henson, Doug Webb, Brian Charette, Shawn Purcell[3]
- Battle Lines (Blue Canteen, 2020), mit Joe Magnarelli, Xavier Perez, Peter Zak, Michael Karn